# Cascada del Gollorio
La cascada del Gollorio o de Cola de Caballo es un salto de agua situado en el cauce del barranco del Gollorio, afluente del río Dulce, dentro del parque natural del Barranco del Río Dulce, cerca de Pelegrina (Sigüenza, Guadalajara, España). Tiene una altura de unos cincuenta metros y sólo aparece de otoño a primavera cuando las lluvias llenan las fuentes que abastecen el cauce del barranco. Es lugar de práctica del senderismo pese a que su acceso es escarpado y dificultoso.